# Cheud, Sălaj
Cheud (magh. Aranyosvár) este un sat în comuna Năpradea din județul Sălaj, Transilvania, România.

## Istoric
Din fosta cetatea feudală Cheud, menționată documentar în 1387, se mai păstrează doar câteva ruine impunătoare, înalte de 8 m. 